# Gastrointestinale Hormone
Gastrointestinale Hormone (Synonym: Enterohormone) werden von Zellen des Magen-Darm-Traktes sezerniert.  Sie beeinflussen direkt und indirekt die Verdauung, metabolische Prozesse und sind gemeinsam mit nervaler Informationsübertragung an der Regulation von Hunger und Sättigung beteiligt. Ihre Wirkung kann sich endokrin, parakrin und autokrin entfalten. Wichtige gastrointestinale Hormone sind zum Beispiel Ghrelin, Gastrin, Sekretin, Cholecystokinin, GLP-1 und viele weitere. Auch Metabolite des Mikrobioms wirken als Hormone.